# Crocidura aleksandrisi
Crocidura aleksandrisi (білозубка олександрійська) — дрібний ссавець, вид роду білозубка (Crocidura) родини мідицеві (Soricidae) ряду мідицеподібні (Soriciformes).

## Поширення
Ендемік області Киренаїка в Лівії. Зустрічається від рівня моря до 200 чи 300 м. Середовище проживання включає середземноморську рослинність, у тому числі і прибережні скелясті райони. Цілком ймовірно, вид можна знайти в деградованих місцях проживання.

## Особливості біології
Наземний і нічний вид.